# Mosterhamn
Mosterhamn o Moster es una localidad del municipio de Bømlo en la provincia de Hordaland, Noruega.  Se ubica en la isla de Moster, en el sudeste de Bømlo y está en la costa del Bømlafjorden. En el 2013 tenía 1354 habitantes repartidos en 1,75 km², dando una densidad de 774 hab/km², convirtiendo a Mosterhamn en la segunda área urbana más poblada del municipio.
El pueblo es conocido por ser sede de la iglesia vieja de Moster y sitio del Mostratinget, un thing del año 998 en donde Olaf I hizo oficial el arribo del cristianismo a Noruega y fundó la Iglesia de Noruega.
Antes de la apertura del Trekantsambandet en 2001, Mosterhamn era una parada del transbordador Mosterhamn-Valevåg el cual cruzaba el Bømlafjorden.